# Raionul Ludza
Ludza este un raion în Letonia.